# Michela Buscemi
Michela Buscemi est une militante italienne, née le 18 septembre 1939 à Palerme, connue pour son activisme contre la mafia à la suite de l’assassinat de ses deux frères et pour s’être constituée partie civile au maxi-procès de Palerme en 1985.

## Biographie

### Enfance et vie privée
Michela nait aînée d'une fratrie de dix enfants dans la banlieue de Palerme, le 18 septembre 1939. Elle grandit dans un environnement difficile avec ses parents. Son rôle de sœur aînée signifie qu'on lui confie davantage de responsabilités pour s'occuper de ses frères et sœurs, en effectuant, en même temps, des tâches ménagères. Parfois, elle se voit obliger de s'absenter à l'école pour s'occuper de la famille. Malgré son inassiduité, elle parvient à terminer le primaire. Contrainte, elle s'adonne à de petits jobs ou elle contracte des emprunts pour contribuer aux dépenses familiales.
À la quête d'un emploi, son père se lance dans un projet de voyage en Belgique pour lequel sa mère vend leur maison pour son financement.
En 1960, sa famille obtient une maison municipale et Michela parvient, elle aussi, à être employée dans un atelier de tailleur, après une formation professionnelle assortie d'un certificat d’ouvrière, couture à la machine.
Michela rompt ses fiançailles imposées par son père. Pour vaincre la résistance paternelle et de sa belle-mère, elle accepte la proposition de son petit ami de faire la fuitina. Les deux parviennent à se fiancer. Michela tente de se suicider par overdose de drogue après un malentendu avec sa belle-mère. Elle s'en guérit  par un lavage gastrique, hospitalisée. Après cet événement, la relation avec sa belle-mère s'améliore et les deux jeunes gens se marient. De ce mariage, naissent cinq enfants dont un garçon. Michela ne ménage aucun effort pour prendre soin de sa famille d'origine et de ses frères.

### L'assassinat de ses frères
Son frère Salvatore devient fuitina à l'âge de 17 ans. Après avoir exercé de petits jobs, comme sa sœur, il entre la contrebande de cigarettes, sans l'accord de la mafia locale. Il est assassiné dans un restaurant    avec son frère, Giuseppe, par des projectiles à la poitrine tirés par deux hommes cagoulés armée d'une lupara et d'un pistolet.
Michela perd encore un autre de ses frères, Rodolfo, qui se lance à la découverte des meurtriers. En effet, il se marie à la sœur de sa belle-sœur veuve, Benedetta par fuitina. Mais, le mafieux Vincenzo Sinagra (en) le menace de quitter son quartier. Mais, il y résiste et se fait approcher par cinq personnes appartenant au gang, sous prétexte du travail, quelques semaines plus tard. Rodolfo avec son frère Matteo sortent de la maison de Benedetta pour discuter avec les individus dans la rue. Benedetta, les observant au départ, depuis le balcon, dit les avoir perdus de vue pendant un moment. Ils sont ainsi enlevés sans suite, en mai 1982.
Rosetta, l'épouse de Rodolfo, se rend alors avec sa fille chez Vincenzo Sinagra pour lui demander des nouvelles de son mari. Ce dernier se fâche en les menaçant. Michela Buscemi se confie  à un sergent, client de son bar, qui promet de consulter un commissaire de police sans mêler son nom. Rosetta et Benedetta sont interrogées mais elles s'abstiennent de collaborer, à la grande déception de Michela.

### Attentat et poursuite judiciaire
Le 31 octobre 1982, une bombe explose dans le bar de Michela. Peu de temps après, Rosetta meurt de chagrin: depuis la mort de son mari, elle refuse de manger. Vincenzo Sinagra, lors du maxi-procès de Palerme, dévoile que Matteo et Rodolfo sont  emmenés dans la "chambre de la mort", une pièce où les victimes sont torturées puis dissoutes dans de l'acide. Mais, Matteo et Rodolfo sont étranglés puis jetés à la mer,.
Un jour, la demande est arrivée pour que Michela et sa mère participent au maxi-procès de Palerme. Michela se constitue en partie civile pour réclamer justice à ses frères assassinés. Mais, sa mère, par crainte de représailles, fait volte face et refuse de la suivre sur recommandations des membres de la famille. Dans une déclaration relayée par la presse, elle indique  que « seule Michela s'est jointe à l'action civile ».
Michela se met, alors, à l'écart de sa famille d'origine pour continuer par réclamer justice, sans soutien financier. Elle se présente au procès, avec l'assistance d'un collège d'avocats et d'associations comme le Centro Impastato de Palerme et l' association des femmes siciliennes pour la lutte contre la mafia.

### Menaces contre son activisme
En raison de son activisme, les clients craignent de fréquenter son bar. Après son passage devant la juridiction pour défendre ses frères défunts, elle reçoit un appel téléphonique d'un homme qui lui demande de se retirer de la partie civile, sous peine de mort dans sa famille. Michela consulte son mari et son avocat avant de se retirer, malgré elle, pour la sécurité de ses proches.
Néanmoins, elle continue la communication anti-mafia, soutenue  notamment par l'Association des Femmes Siciliennes contre la mafia. Elle organise des débats dans les écoles et sur les places, apportant son témoignage et sa contribution à la lutte contre la mafia,.